# Казахстан на Светском првенству у атлетици у дворани 2016.
Казахстан је учествовао на 16. Светском првенству у атлетици у дворани 2016. одржаном у Портланду од 17. до 20. марта. Репрезентацију Казахстана на њеном тринаестом учешћу на светским првенствима у дворани представљало је двоје учесника (1 мушкаравц и 1 жена), који су се такмичили у две дисциплине.,
На овом првенству представници Казахстана нису освојили ниједну медаљу, нити су оборили неки рекорд.

## Учесници
| Мушкарци: - Роман Валијев — Троскок | Жене: - Викторија Зјапкина — 60 м |  |

## Резултати

### Мушкарци
| Атлетичар     | Дисциплина | Лични рекорд | Финале   | Финале | Детаљи |
| Атлетичар     | Дисциплина | Лични рекорд | Резултат | Место  | Детаљи |
| ------------- | ---------- | ------------ | -------- | ------ | ------ |
| Роман Валијев | троскок    | 17,00        | 15,54    | 15 /16 |        |

### Жене
| Атлетичарка        | Дисциплина | Лични рекорд | Квалификације | Квалификације | Полуфинале            | Полуфинале            | Финале                | Финале       | Детаљи |
| Атлетичарка        | Дисциплина | Лични рекорд | Резултат      | Место         | Резултат              | Место                 | Резултат              | Место        | Детаљи |
| ------------------ | ---------- | ------------ | ------------- | ------------- | --------------------- | --------------------- | --------------------- | ------------ | ------ |
| Викторија Зјапкина | 60 м       | 7,20 НР      | 7,47          | 6. у гр. 4    | Није се квалификовала | Није се квалификовала | Није се квалификовала | 31 / 44 (45) |        |